# Pere Ribes García
Pere Ribes García (Pedreguer 1985), més conegut com a Pere, és un jugador professional de pilota valenciana, mitger en la modalitat d'Escala i corda, en nòmina de l'empresa ValNet. Va debutar a Alginet. Va guanyar el Circuit Professional en 2016, amb Miguel i Hèctor II.